# Mścicielka
Mścicielka (ang. The Assignment) – kanadyjsko-francusko-amerykański film akcji z 2016 roku w reżyserii Waltera Hilla na podst. powieści graficznej Ciało i dusza (oryg. Corps et âme) autorstwa Hilla, Alexisa Nolenta oraz Jeana-François Martineza.

## Fabuła
Doktor Rachel Jane jest chirurgiem plastycznym. Kilka lat wcześniej zamordowano jej brata Sebastiana. Rachel długo czeka na okazję, aby pomścić jego śmierć. Mordercą Sebastiana okazuje się mężczyzna o imieniu Frank. Wkrótce ląduje on na stole chirurgicznym doktor Jane. Operacja trwa długo, a efektem jest zmiana płci Franka.

## Obsada
- Michelle Rodriguez – Frank Kitchen / Tomboy
- Sigourney Weaver – dr Rachel Jane
- Tony Shalhoub – dr Ralph Galen
- Anthony LaPaglia – Honest John Hartunian
- Caitlin Gerard – Johnnie
- Terry Chen – dr Lin
- Paul McGillion – Paul Wincott
- Zak Santiago – Edward Gonzalez

## Produkcja
W 1978 roku Denis Hamil napisał skrypt pt. Tom Boy opowiadający o młodocianym opryszku, który zgwałcił i zamordował żonę chirurga plastycznego. Zostaje on aresztowany, jednak zostaje odbity przez chirurga, który wbrew jego woli zmienia mu płeć. Postać popełnia szereg morderstw. Walter Hill powiedział, że spodobał mu się zamysł: „to zawsze brzmi protekcjonalnie, ale jest to naprawdę wspaniały film B. Wiesz, ten rodzaj filmu, który nie ma zbyt wielkiej miłości, kiedy wychodzi, ale uwielbiasz oglądać go w telewizji wiele lat później, znacznie więcej niż »wielkie filmy«.” Hill wybrał po około dziesięciu latach po pierwszym przeczytaniu zdecydował się przetworzyć skrypt, jednak stracił zapał i odłożył projekt na bok. Po znalezieniu kopii swej wersji scenariusza po piętnastu latach później, czując się na siłach wyszlifował skrypt.
Hill odniósł sukcesy wydając scenariusze do komiksów we Francji i zdecydował, by swój projekt stworzyć jako powieść graficzną.
Agent Hilla przedstawił go producentowi, Saïdowi Ben Saïdowi, który był zainteresowany projektem. „Jedynymi restrykcjami od niego było to, by film był bardzo tani i żeby były wartościowe nazwiska w obsadzie” – powiedział Hill.
"Ten film całkowicie wychodzi z tego samego animuszu co moje odcinki z Opowieści z krypty – powiedział Hill. – To znaczy, są paskudni ludzie złapani w paskudną sytuację i z tego doświadczenia są nieco skarceni i mądrzejsi. Zakładając, że przeżyją – nie wszyscy przeżyją! Które z pewnością nie należały do starych EC Comics. Jest to więc bardzo mały film, ale to Opowieści z krypty w rozmiarze king-size.
Główne zdjęcia rozpoczęły się 9 listopada 2015 roku w Vancouver w Kanadzie.
Walter Hill objął reżyserię i oparł scenariusz na skrypcie napisanym wspólnie z Denisem Hamillem, zaś Saïd Ben Saïd wraz z Michelem Merktem z wytwórni SBS Films.
Końcowy motyw muzyczny został skomponowany przez członkinię Guns N’ Roses Melissę Reese.

## Premiera
W maju 2016 Saban Films wykupiła prawa do dystrybucji filmu. Premierę miał na Toronto International Film Festival 11 września 2016 roku. Następnie został wydany na rynek VOD 3 marca 2017 roku i miał limitowne pokazy kinowe 7 kwietnia 2017 roku.

## Odbiór filmu
Mścicielka otrzymała głównie negatywne recenzje. Serwis Rotten Tomatoes przyznał mu wynik 33%, zaś serwis Metacritic ocenił na 34/100, opierając się na 20 recenzjach.
Todd McCarthy z The Hollywood Reporter dał pozytywną opinię, pisząc, że to „Najbardziej rozrywkowy i... utalentowany film Hilla w pewnych przypadkach” oraz „natychmiastowy kultowy obiekt”. Dennis Harvey z Variety dał negatywną opinię, pisząc, że film „bez wdzięku miesza twardy kryminał z melodramatycznymi kliszami i staje niezamierzenie śmiesznym narracją »O nie! Jestem teraz laską!!«”. Wendy Ide z Screen International także negatywnie oceniła film, pisząc: „Pomimo swobodnego cytowania Szekspira i Edgara Allena Poe [sic], scenariusz nie był wystarczająco ostry, aby publiczność czuła się usilnie przekonana o głupocie”.
Michelle Rodriguez wygrała nagrodę w kategorii Najlepsza aktorka od Verband der Deutschen Filmkritik.
Społeczność transpłciowa była rozczarowana wizerunkiem przymusowej zmiany płci i zbojkotowała film. Walter Hill odpowiedział: „Nie zamierzałem zrobić filmu, który miał zranić osoby transpłciowe. Niektóre z nich miały ciężkie czasy i ostatnią rzeczą, jaką bym chciał zrobić, to pogorszyć czyjeś położenie. Ale spójrzcie, rozumiem obawy. Czy to jest ponure? Tak. Czy to jest niskie? Być może. Czy to jest obraźliwe? Nie. Po prostu próbuję uhonorować filmy B, na których się wychowywałem”.